# Río Lužnice

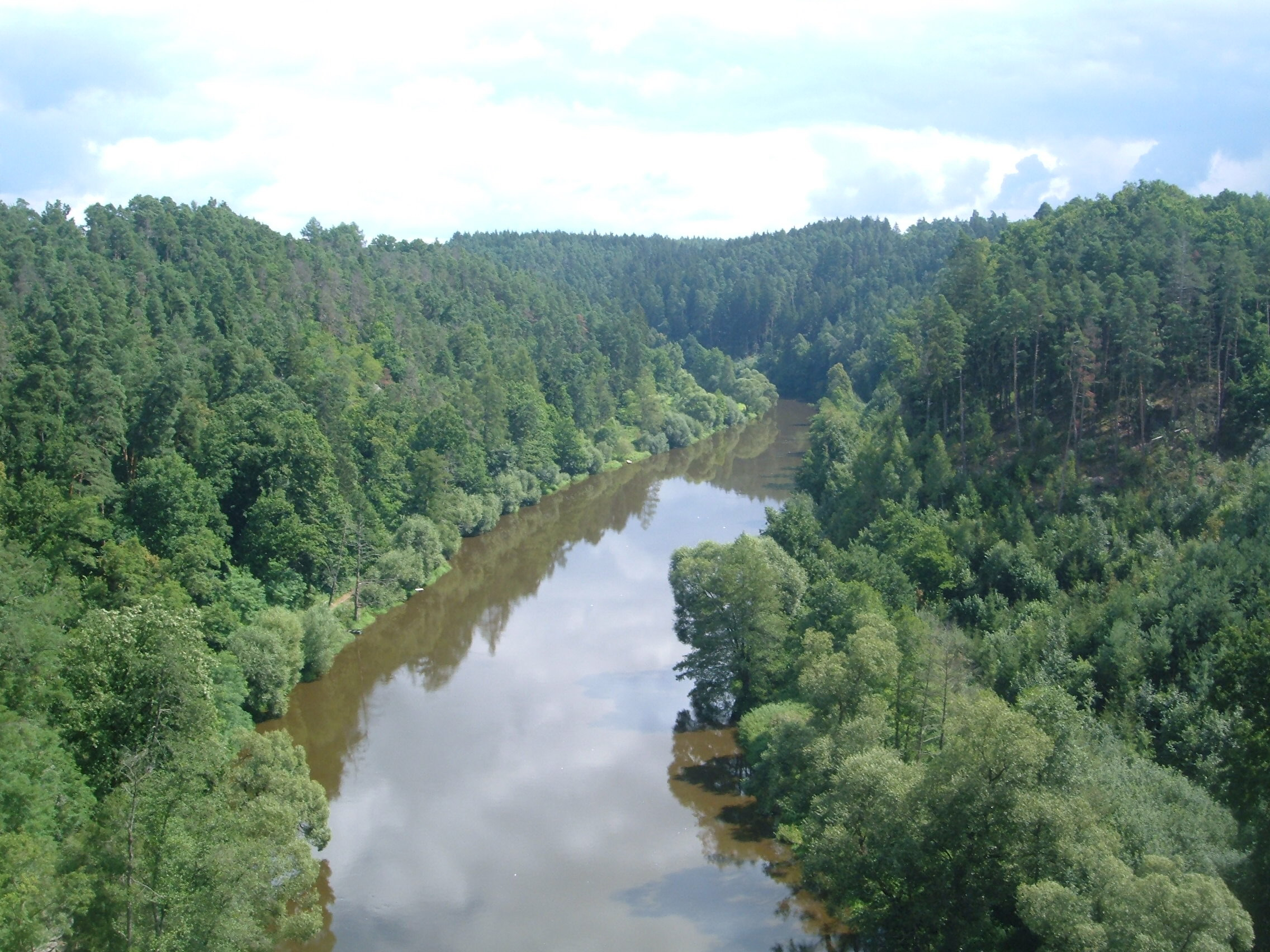
Vista del Lužnice cerca de Bechyně

El río Lužnice (del alemán: Lainsitz) es un río de Centroeuropa, afluente del río Moldava, a su vez afluente del río Elba, que discurre por Austria  y la República Checa. Tiene una longitud de 208 km y una cuenca de 4226 km².

## Geografía
El río Lužnice nace en la vertiente occidental del monte Aichelberg (Baja Austria) a 970 metros  de altura Tras recorrer solamente cuatro kilómetros en territorio austriaco, durante los siguientes tres kilómetros sirve de frontera entre Austria y la República Checa. Luego se adentra en Bohemia Meridional, aunque tiene  un tramo en que vuelve a discurrir en territorio austríaco.
Tras pasar por localidades como Soběslav y Tábor, vierte sus aguas al río Moldava, en Týn nad Vltavou, a unos 50 km al norte de České Budějovice.